# Ouimet Canyon Provincial Park

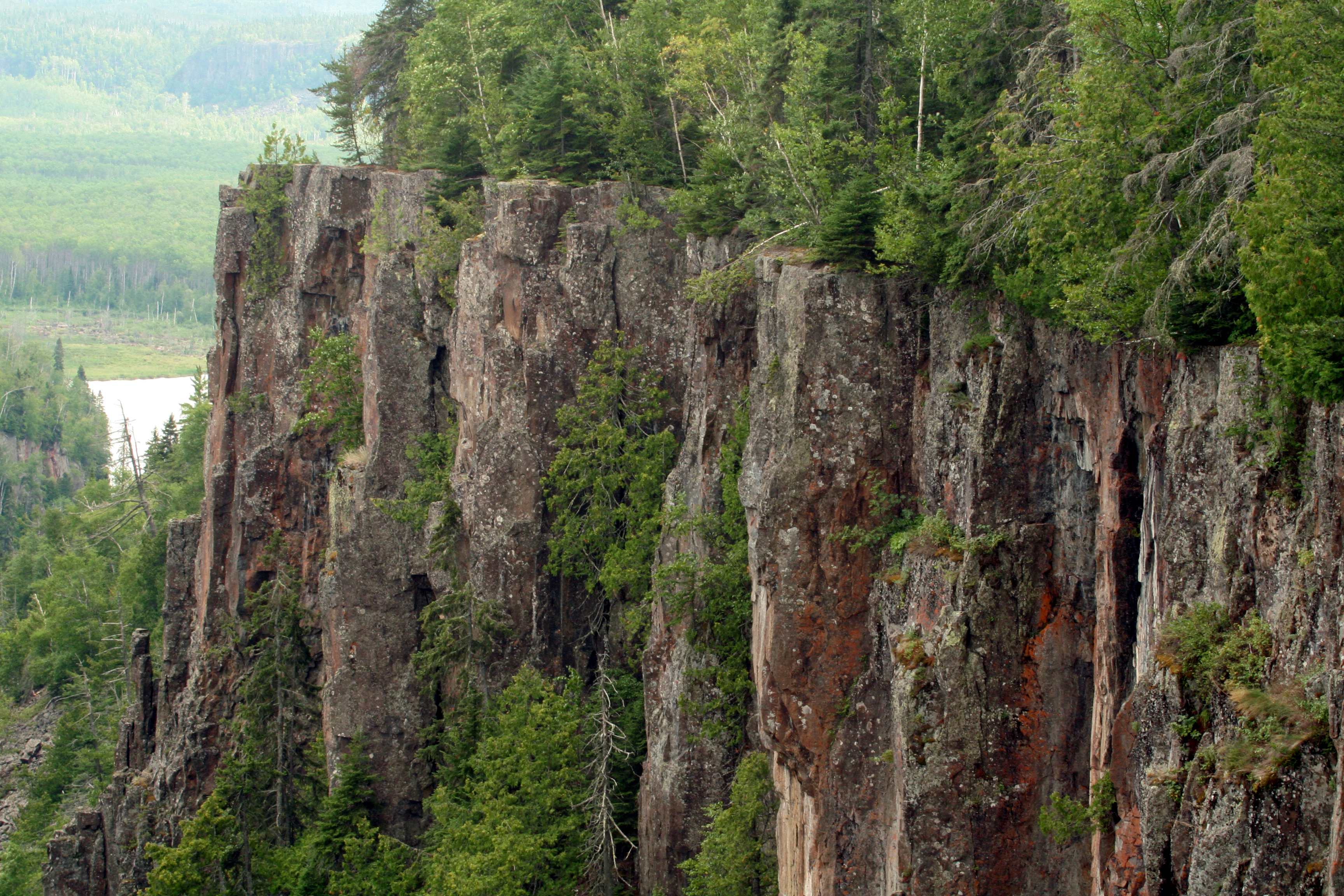
Blick auf die Steilwand

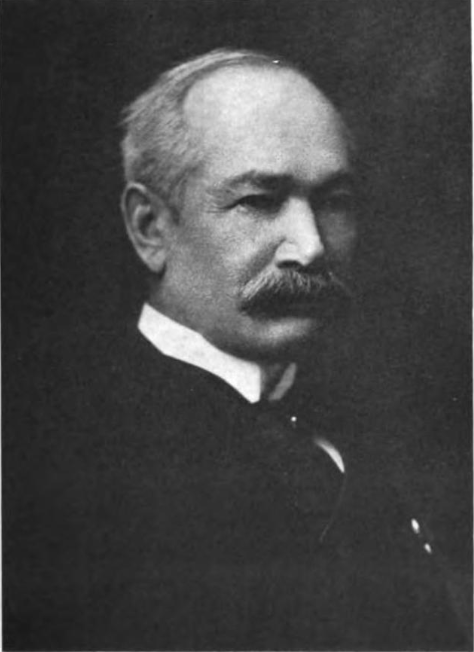
Joseph-Aldric Ouimet, fotografiert spätestens 1914

Der Ouimet Canyon Provincial Park ist ein „Nature Reserve Class Park“ im Norden der kanadischen Provinz Ontario. Der Ouimet Canyon, nach dem der 7,77 km² große Park benannt ist, und der den Kern des Parks darstellt, ist eine Schlucht bei Dorion, einem Township im Thunder Bay District. Die rund eine Milliarde Jahre zurückreichende Schlucht, die von den Schmelzwässern gegen Ende der letzten Kaltzeit tief eingeschnitten wurde, ist etwa 100 m tief und 150 breit, erstreckt sich dabei über etwa zwei Kilometer. Ihre Gestalt entstand bereits während der letzten Kaltzeiten, als die Schlucht noch unter Gletschern lag. Tatsächlich finden sich ähnliche Spuren, die sich über 70 km weiter nordwärts feststellen lassen, wie etwa am Cavern Lake, am Wolf Lake und bis hinauf zum Nipigonsee. Die Erosion der Felswände sorgt dafür, dass die Schlucht selbst stark von Geröll angefüllt wurde; wie tief der eigentliche Grund des von Gletscherwasser geformten Tunnels unter dem Eis war, ist unklar.
Nach der letzten Kaltzeit konnten hier Pflanzenarten fortbestehen, die ansonsten nur im subarktischen Bereich Kanadas zu finden sind. Dies hängt damit zusammen, dass immer nur für sehr kurze Zeit Sonnenlicht den Grund des Canyons erreicht. Diese Besonderheit der Schlucht war der entscheidende Grund, warum sie unter Schutz gestellt wurde. Dies gilt etwa für die Flechte Cladonia kanewskii, die sich ansonsten an küstennahen Bergen nahe der Baumgrenze findet. Geringe Überreste von Permafrostboden existierten zumindest bis 2019.
Seinen Namen erhielt er nach der Bahnstation Ouimet der Canadian Pacific Railway. Dieser nicht mehr existierende Haltepunkt hatte wiederum seinen Namen von Joseph-Aldric Ouimet, dem kanadischen Minister of Public Works der Jahre 1892 bis 1896. Seit 1893 wurde das Land an Siedler verteilt, auch Rohstoffe wurden gefördert. So war nahe des Canyons die Omega Lead and Zinc Mine tätig, die Blei und Zink suchte.
Der Park ist wegen der Empfindlichkeit seiner Pflanzenwelt nur als day use area, also nur tagsüber zu besuchen, und dies auch nur von Mitte Mai bis Mitte Oktober. Er ist einer der wenigen „Nature Reserve Class Parks“ der aktiv betrieben wird, das heißt in dem touristische Infrastruktur bereitgestellt wird.

## Belege
1. ↑  Margaret Beattie Bogue: Around the Shores of Lake Superior. A Guide to Historic Sites, University of Wisconsin Press, 2007, S. 166 f.
2. ↑  Ontario Geological Survey (Hrsg.): Miscellaneous Paper - Ontario Geological Survey, Ontario Ministry of Natural Resources, Toronto 1983, S. 3.
3. ↑  Olav Slaymaker, Norm Catto: Landscapes and Landforms of Eastern Canada, Springer Nature, 2020, S. 168.
4. ↑  Gerald Killan: Protected Places. A History of Ontario's Provincial Parks System. Dundurn, 1993, S. 255.
5. ↑  Richard Troy McMullin, Hanna R. Dorval, Lynn J. Gillespie, Tristan L. Knight, James C. Lendemers, Jose R. Maloles, Paul C. Sokoloffs: New and interesting Canadian lichens and allied fungi III: Reports from Newfoundland and Labrador, Nova Scotia, Nunavut, Prince Edward Island, Ontario, and Quebec, in: Opuscula Philolichenum, 20 (2021) 7–18, hier: S. 11 (online, PDF).
6. ↑  Nicholina Youroukos: Small-business owners' attitudes towards tourism and capacity for innovation: a case study in rural northwestern ontario, thesis, Lakehead University, Thunder Bay 2012, S. 25 (online).